# سامانه‌های مدیریت دانش
مدیریت دانش رویکردی یکپارچه به شناسایی، کسب و استخراج، بازیابی، ارزیابی، تسهیم و خلق کلیه منابع دانش سازمان است به گونه‌ای که سازمان را در جهت دستیابی به اهداف سازمانی کمک نماید. هدف مدیریت دانش برقراری ارتباط بین خبرگان و افراد مجرب سازمان با افرادی است که نیاز به دانش خاصی را دارند. ایجاد چنین ارتباطی به کمک فرایندها و ابزارهای مدیریت دانش تسهیل می‌گردد. موفقیت در زمینهٔ مدیریت دانش نیازمند ایجاد یک محیط جدید کاری است، که دانش و تجربه بتوانند به راحتی تسهیم شوند.
دوران کنونی، دوران دگرگونی و تغیر پرشناب دانش است. هر پنج سال و نیم حجم دانش دو برابر می‌شود، البته عمر میانگین آن که به «دارایی» و «منبع ارزشمند راهبردی» ارتباط دارد، کمتر از چهار سال است.
«مدیریت دانش» یکی از گفتمان‌هایی است که در دوران جدید در زمینه مدیریت مطرح گردیده و به شدت مورد توجه سازمان‌ها و مبحث مدیریت قرار گرفته‌است. از مهم‌ترین ارکان مدیریت دانش، پیاده‌سازی سامانه و اثربخشی آن در سطح سازمان است. چرا که دیگر مطالب مرتبط با آن همگی به عنوان مقدمه‌ای جهت بسترسازی و استفاده از آن‌ها برای تحقق عملی مدیریت دانش به‌شمار می‌روند. سازمان‌های پیشرو زیادی در جهان به اهمیت مدیریت دانش به عنوان رویکردی نوین در مدیریت کسب و کار پی برده و اقدام به پیاده‌سازی آن نموده‌اند

## تعریف مدیریت دانش
مدیریت دانش رویکردی یکپارچه به شناسایی، کسب و استخراج، بازیابی، ارزیابی، تسهیم و خلق کلیه منابع دانش سازمان است به گونه‌ای که سازمان را در جهت دستیابی به اهداف سازمانی کمک نماید. هدف مدیریت دانش برقراری ارتباط بین خبرگان و افراد مجرب سازمان با افرادی است که نیاز به دانش خاصی را دارند. ایجاد چنین ارتباطی به کمک فرایندها و ابزارهای مدیریت دانش تسهیل می‌گردد. موفقیت در زمینهٔ مدیریت دانش نیازمند ایجاد یک محیط جدید کاری است، که دانش و تجربه بتوانند به راحتی تسهیم شوند.

## آفرینش و ربایش دانش
سازمان باید به خوبی بتواند دانش مورد نیاز خود را شناسایی کند، در صورت نیازآن را بیافریند، یا اینکه از منابع دانش خارج از سازمان بدست آورد.

## ذخیره‌سازی
دانش خلق شده یا کسب شده، باید با نیازهای شما تطبیق داده شده و به تعبیری، آماده شود و به صورت مناسب ذخیره شود تا در زمان و مکان و شرایط مورد نیاز مورد استفاده قرارگیرد.

## انتشار و به اشتراک‌گذاری
نکته قابل توجه آن است که باید از راکد ماندن دانش جلوگیری کرد زیرا تنها جریان سیال دانش است که می‌تواند چون آب جاری ارزش خود را حفظ کند و زندگی بخش باشد تا هر که تشنه آن است از آن سیراب شود. با توزیع و انتشار و اشتراک‌گذاری دانش بصورتی روان و سیال در می‌آید و از راکد بودن آن جلوگیری می‌کند.

## به‌کارگیری دانش
پس از انجام گامه‌های فوق مدیریت دانش در سطح سازمان پیاده‌سازی می‌شود و مورد استفاده قرار می‌گیرد.

## انواع دانش
چهار نوع دانش مشخص شده‌است:
- دانش نیروی انسانی: دانشی است که توسط اعضای سازمان به وجود می‌آید.
- دانش مکانیزه: دانشی که حامل وظایف ویژه یکپارچه در سخت افزارماشین است، در واقع شامل دانش مربوط به تجهیزات سازمان است.
- دانش مستند: دانشی که به شکل بایگانی، کتاب، سند، دفتر کل، دستورات، نمودارها و… ذخیره می‌شود.
- دانش خودکار (اتوماتیک): دانشی است که به‌طور الکترونیکی ذخیره شده و به وسیله برنامه‌های رایانه‌ای که وظایف خاص را پشتیبانی می‌کند قابل دسترسی است.

از سوی دیگر دانش را به دو نوع آشکار و نهفته (یا ضمنی) تقسیم‌بندی می‌کنند:
- دانش آشکار بیشتر به دانشی گفته می‌شود که جنبه عینی تر -عقلانی تر و فنی‌تر دارد (داده‌ها، خط مشی‌ها، روش‌ها، نرم‌افزارها، اسناد و …). دانش آشکار به‌طور معمول قابل ثبت است و به صورت نوشته به آسانی در دسترسی افراد قرار می‌گیرد.
- دانش نهفته معمولاً در قلمرو دانش شخصی، شناختی وتجربی قرار می‌گیرد. فرآوردهٔ تجربیات افراد است و از همین رو در جایی ثبت نمی‌گردد بلکه با گفتگو، بحث، مشورت و … به اشتراک گذاشته می‌شود.

## تبدیل دانش
۱. اجتماعی‌سازی از نهفته به نهفته 
افراد می‌توانند از طریق کنش‌های اجتماعی، در اشتراک‌گذاری دانش‌هایی که جنبهٔ شخصی داشته و فرموله‌کردن آن دشوار است، سهیم شوند.
برای مثال، به‌اشتراک‌گذاشتن تجربیات جنگی فرماندهان از طریق بازگویی خاطرات جنگی است.
تبدیل دانش نهفته به نهفته با مشارکت در تجربه‌ها و تقلید و تمرین و یادگیری از طریق آموزش استاد-شاگردی، شرکت در همایش‌ها و سمینارها و نشست‌ها، یا به سادگی در هنگام برهمکنش میان کارکنان در زمان‌های استراحت حاصل می‌شود.
سامانه‌هایی که در این حوزه به کار می‌روند عبارتند از:
- گروه افزار
- سامانه‌های مکان یابی

۲. برونی‌سازی از نهفته به آشکار
برونی‌سازی یعنی تبدیل دانش شخصی افراد که کیفیت نهفته دارد، به دانش آشکاری که دسترس پذیر باشد و به افراد یا گروه‌های دیگر به سادگی انتقال یابد؛ که این امر از طریق بیان و اظهار دانش شخصی افراد و ثبت آن تحقق می‌یابد، مثل یک گزارش یا مستندسازی؛ که در این حوزه سامانه‌های گروه افزار و سامانه‌های گردش کار مورد استفاده قرار می‌گیرید.
۳. تلفیق از آشکار به آشکار
دانش آشکار می‌تواند از طریق فرایندهای گوناگون مستندسازی به شکل‌های گوناگون ارائه شود، این تبدیل با هدف اینکه مخاطبان بیش‌تری به آن دانش دسترسی داشته باشند، صورت می‌گیرد. به‌عنوان مثال، دانش صریح ریاضی یا فیزیک را که در قالب فرمول‌ها و نظریه‌ها شکل می‌گیرد، می‌توان طوری نوشت که برای گروه‌های سنی مختلف قابل استفاده باشد.
سامانه‌های بکار رفته در این بخش عبارتند از:
- سامانه‌های خودکارسازی اداری
- سامانه‌های مدیریت مدارک الکترونیکی
- سامانه‌های هوش تجاری
- سامانه‌های دانش مدار
- انبارهای داده
- کتابخانه‌های مجازی
- کارگزاران خودکار
- نقشه‌های دانش، رده‌بندی‌ها و غیره
- درگاه‌های دانش
- فناوری‌های کاوش

۴. درونی‌سازی از آشکار به نهفته
تبدیل دانش آشکار به دانش نهفته می‌تواند دانش تازه‌ای در درون فرد ایجاد می‌کند. درونی سازی این امکان را به کارکنان می‌دهد تا دانش را در پاسخ و رفتار خود به گونه‌ای ادغام کنند که در هنگام رویارویی با موقعیت یا مشکلی که کاربرد دانش لازم است بتوانند دانش آشکار را به کار گیرند.
برای مثال، یک سازمان حفاظت اطلاعات، بنا به نیاز، مجموعه‌ای از اصول و موازین مشخص را تدوین نموده، و رعایت آن‌ها را از تمامی کارکنان سازمان انتظار دارد. اما این اصول و موازین نمی‌توانند آن‌قدر گسترده و فراگیر باشند که بتوانند همهٔ موقعیت‌های احتمالی ممکن را دربرگیرند، و در هر شرایطی به فرمانده بگویند که فرمول حفاظت موقعیت چیست، و او چگونه باید تصمیم بگیرد. آنچه در عمل رخ می‌دهد این است که کارکنان (فرماندهان و زیردستان)، اصول آغازین و بنیادین حفاظتی را که به شکل دانش آشکار ارائه می‌شوند، درونی کنند، و به مرور زمان یادمی‌گیرند که چگونه در هر موقعیتی، واکنش حفاظتی درست را نشان دهند. این یعنی درونی‌سازی، که متضمن تبدیل دانش آشکار به نوعی دانش نهفته کاملاً شخصی است.
ابزارهای مورد استفاده در این قسمت عبارتند از:
- ابزارهای پشتیبان نوآوری
- نرم‌افزار یادگیری سازمانی

## مراحل پیاده‌سازی نظام مدیریت دانش در سازمان
پیاده‌سازی یک نظام مدیریت دانش همچون سایر نظام‌ها و به تناسب موارد خاص آن در شش
گامه صورت می‌گیرد:

### گام نخست - امکان‌سنجی طرح
در این گامه وضعیت‌های موجود در سازمان جهت پیاده‌سازی طرح مورد بررسی قرار می‌گیرد. مطالعات روی جنبه‌های کلیدی مدیریت دانش نظیر انسان (فرهنگ)، سازمان (ساختار) و فن آورانهٔ موجود انجام می‌گیرد. به این ترتیب، کاستی‌ها و محدودیت‌های موجود در هریک از حوزه‌ها در ارتباط با پیاده‌سازی سامانه مشخص می‌شود.

### مرحله دوم- طراحی خام نظام
پس از شناسایی محدودیت‌ها، راهکارهایی در قالب طرح خام نظام جهت رفع محدودیت‌ها ارائه می‌شود. در این مرحله با بررسی و واکاوی نظرات تصمیم‌گیران، اجرای قطعی سامانه در سازمان تعیین می‌گردد.

### مرحله سوم- طراحی تفصیلی سامانه
پس از پذیرش طرح خام سامانه، طراحی تفصیلی سامانه صورت می‌گیرد. در این مرحله وارد جزئیات شده و متدولوژی قطعی نیز انتخاب می‌گردد. متدولوژی باید متناسب با نیازها و محدودیت‌های سازمان باشد. این نیازها و محدودیت‌ها در مرحله امکان‌سنجی مشخص شده و در مرحله خام مورد بررسی و راهکاردهی قرار گرفته‌است.

### مرحله چهارم- پیاده‌سازی
در پیاده‌سازی سامانه مباحثی همچون فناوری، آموزش اولیه پرسنل و مدیران، و ساختار سازمانی مطرح بوده و ایجاد هماهنگی و یکپارچگی بین اجزا و افراد از اهمیت خاصی برخوردار است.

### مرحله پنجم- نگهداری
جهت جاگیر شدن، تثبیت و ماندگاری سامانه در سازمان باید به یک سری موارد توجه داشت که عبارت است از مشاوره جهت رفع عیوب و نواقص، قرار دادن یک نمایندگی از طرف گروه طراح سامانه در دستگاه اجرایی، و تلاش برای جلوگیری از بازگشت دستگاه به سامانه قبلی_که معمولاً شش ماه مراقبت را لازم دارد_ و ….

### مرحله ششم- ارزشیابی سامانه
در این مرحله یک سامانه بازخورد مناسب برای اصلاح سامانه در نظر گرفته می‌شود. به‌طور معمول شش ماه پس از پیاده‌سازی سامانه صورت می‌گیرد و طی آن توصیه‌های اصلاحی ارائه می‌گردد.

## سامانه‌های کار- دانش
این سامانه‌ها به‌طور خاص برای کارکنان دانشی طراحی شده‌است تا بدین وسیله بتوانند به خلق دانش جدید بپردازند.

### دانشگران
دانشگران افرادی هستند که دانش جدید ایجاد می‌کنند و به سازماندهی اطلاعات سازمانی می‌پردازند. معمولاً این افراد از آموزش سطوح بالا برخوردارند و در سازمان‌های حرفه‌ای فعالیت می‌کنند.

### وظایف دانشگران
۱)وظیفه به روز رسانی دانش سازمان که در ارتباط با محیط خارج است را به عهده دارند.
۲)این افراد به عنوان مشاورین داخل سازمان به ارائه خدمات می‌پردازند.
۳)در راستای تغییر، ایجاد خلاقیت و ارتقا در داخل سازمان فعالیت می‌کنند.

### نیازمندیهای سامانه کار دانش
دسترسی سریع و آسان به پایگاه داده‌های خارج و داخل سازمان، برای دانشگران با استفاده از این سامانه میسر می‌کند تا اتلاف وقت کارکنانی که دستمزد بالایی را از سازمان دریافت می‌کنند، کاهش یابد.

## مروری بر برخی سامانه‌های مدیریت دانش

### اینترانت
بسیاری از افراد اینترانت را یکی از فناوری‌های مدیریت دانش می‌دانند. اما اینترانت در زمره سامانه‌های مدیریت دانش قرار نمی‌گیرد بلکه به عنوان یک فناوری اصلی با کارائی بالا قادر است که همه زیرساخت مرتبط به دانش را در یک سازمان تأمین کند.

### پورتال‌های دانش
پورتال‌ها نشان دهنده چهره مدیریت دانش بوده و به خلق محیط کاری بر اساس نیاز تک تک افراد سازمان کمک می‌کنند. همچنین پورتال‌های دانش نیز به عنوان یک سامانه مدیریت دانش در نظر گرفته می‌شود. پورتال‌ها در حوزه مدیریت اطلاعات به عنوان ابزارهای مدیریت محتوا عمل می‌کنند که از طریق آن‌ها می‌توان به انواع منابع اطلاعاتی و خدماتی در داخل و خارج از سازمان دسترسی پیدا نمود. پورتال‌ها همانند سایر ابزارهای مدیریت محتوا مثل رده‌بندی مدارک، خلاصه نویسی‌های مدارک، گزارش نویسی‌ها و نقشه‌های دانش- این‌ها همه ابزارهای مدیریت اطلاعات هستند که در مدیریت دانش مورد استفاده قرار می‌گیرند -دسترسی به منابع را فراهم و تسهیل می‌کنند.
مثالی از پورتال دانش: Price Waterhouse Cooper’s Knowledge Curve

### گروه افزارها
گروه افزارها مجموعه دیگری از کاربردهای مرتبط با مدیریت دانش به نشان می‌دهد. گروه افزارها نرم‌افزارهایی هستند که به گروه‌هایی که از لحاظ جغرافیایی پراکنده‌اند امکان می‌دهند تا دانش خود را به اشتراک بگذارند و با هم کار کنند. مثلاً نرم‌افزارهای رایج ذیل:
IBM Lotus Notes, CollabraShare and Microsoft Outlook/Exchange
که امکانات مشارکتی مثل زمان‌بندی پیوسته و اشتراک مدارک را نیز دربردارند.
گروه افزارها علاوه بر گزینه‌های ارتباطی ناهمزمان مثل پست الکترونیک، فهرست‌های پست و گروه‌های مباحثه موضوعی، شامل ابزارهای هم‌زمان یا لحظه‌ای مثل کنفرانس از راه دور، ویدئو کنفرانس، ویدئو کنفرانس رومیزی و کنفرانس مبتنی بر متن مثل مایکروسافت نت میتینگ نیز هستند. بخش‌های پراکنده سازمان از این ابزارها به عنوان ارتباطات رو در رو استفاده می‌کنند که افراد از طریق آن‌ها افکار و تجربیات (دانش ضمنی) را به اشتراک می‌گذارند. البته قابل ذکر است که هیچ‌کدام از این ابزارها به اندازه گفت و شنودهای رودررو کارکنان کارایی ندارند. در واقع ابزارهایی مانند پورتال‌های دانش و گروه افزارها نیز به عنوان پشتیبان تیم‌های مجازی و جوامع آنلاین شناخته شده‌اند. استفاده از این سامانه‌ها به خصوص در سازمان‌های بزرگ، دسترسی به متخصصان سازمان را تسهیل نموده‌است. در گذشته با ابزارهای دستی فهرست‌های ساختار بندی شده (مثلاً برخی کتابخانه‌ها فهرستی از افرادی با مهارت‌های زبان خارجی گردآوری می‌کردند) به متخصصان سازمان دسترسی پیدا می‌کردند. اما واضح است که نگهداری از این فایل‌ها ناکارآمد است. بدین ترتیب فناوریهایی که به‌طور اتوماتیک پروفایل دانش را ایجاد می‌کنند گسترش یافت، که عمدتاً بر اساس دانش صریح مثل مدارکی که افراد از طریق آن‌ها بهم پیوند داده می-شوند و … واقع شده‌است.

### کارگزاران
کاربرد دیگر هوش مصنوعی کارگزاران هستند که ممکن است با عناوین متفاوت مثل کارگزاران ای. آی یا کارگزار هوشمند، یا کارگزاران خودکار نام برده شوند. این کاربردها به استفاده‌کننده کمک می‌کند تا با دنبال کردن مجموعه‌ای از قوانین از پیش تعریف شده، بر اساس حافظه خود و ارتباط قبلی با محیط و در نتیجه یادگیری از محیط و استنتاج‌های گذشته، استنتاج کند.

### سامانه‌های گردش کار
سامانه‌های گردش کار، همانند سامانه‌های خبره تلاش می‌کند دانشی را که در فرایندهای سازمان وجود دارد به دانش صریح و کدبندی شده تبدیل کند. این سامانه‌ها در جهت خودکارسازی بخش‌هایی از فرایندهای سازمان عمل می‌کنند.
مثلاً در یک بانک، در گذشته ارزیابی وام توسط مدیران بانک و با تکیه بر دانش ضمنی آنان صورت می-گرفت، با تشریح فرایندهای مرتبط با ارزیابی وام و قالب بندی و کدبندی بخش‌های مهم آن، به دانش صریح تبدیل می‌شود.

### گروه‌های مباحثه موضوعی
برخی از کاربردهای گروه افزارها که ذکر شد به روش مشابهی عمل می‌کنند: برای مثال استفاده از گروه‌های مباحثه موضوعی به اشتراک‌گذاری دانش و حل مسئله تسریع می‌بخشد و شامل اطلاعات کدبندی شده (دانش صریح) نیز هستند که بعداً مورد استفاده دیگران قرار گیرد. برای مثال شیرمن و استرلینگ به یک شرکت حقوقی اشاره می‌کند که از سامانه اکتشاف دانش لوتوس برای جمع‌آوری و سازماندهی تصمیمات و افکار سازمان استفاده می‌کند و آن‌ها را در اختیار بیش از هزار نمایندگی اش قرار می‌دهد.

### مدیریت محتوا
بخش اصلی مدیریت دانش مدیریت محتوا است که با ابزارهای مدیریت اطلاعات مثل:
- سامانه‌های خودکار سازی اداری از جمله مایکروسافت آفیس و لوتوس اسمارت سویت (که ایجاد، مدیریت و توزیع خودکار مدارک را پشتیبانی می‌کنند)
- سامانه‌های مدیریت مدارک الکترونیکی (که ذخیره و دسترس پذیری طیفی از مدارک رسمی سازمانی را انجام می‌دهند)
- و سامانه‌های مدیریت پایگاه داده سنتی (مثل اوراکل)

بخوبی تحت پوشش قرار گرفته‌است.
سرانجام برخی سامانه‌های مدیریت دانش هستند که ابزاری برای افراد در افزایش دانش ضمنی خود فراهم می‌آورند. ابزارهای پشتیبان خلاقیت هم در این دسته‌بندی؛ که در آن دانش صریح درون دانش ضمنی می‌پرورد، جای می‌گیرند.
این‌ها به عنوان ابزارهای نرم‌افزاری تعریف می‌شوند که باید در تولید دانش در طول فرایند طراحی محصول با ایجاد یک محیط مجازی که دستکاری بینش‌ها را به ویژه در حوزه تحقیق و توسعه برمی-انگیزد و خصیصه هائی نظیر پایگاه‌های اطلاعاتی فنی و خصیصه شبیه‌سازی گرافیکی را در بر می‌گیرد؛ مشارکت داشته باشند.

## سامانه‌های تصمیم‌گیر DSS
بر اساس تعاریف سنتی از سامانه‌های تصمیم‌گیر، هدف DSSها کمک به تصمیم گیران برای در نظر گرفتن تصمیمات ساختاری و نیمه ساختاری است.
سامانه‌های توصیه‌گر به‌طور کلی به سه دسته تقسیم می‌شوند؛ در رایج‌ترین تقسیم‌بندی، آن‌ها را به سه گروه ۱. صافی سازی تجمعی۲. محتوا محور و ۳. دانش محور، تقسیم می‌کنند، که البته گونه چهارمی تحت عنوان Hybrid RS هم برای آن‌ها قائل می‌شوند.
- صافی سازی تجمعی CF

در رویکرد الگوریتم‌های CF یا صافی سازی تجمعی، از نظرات و رتبه‌بندی‌های انجام شده توسط کاربران و استفاده کنندگان برای ارائه پیشنهاد، استفاده می‌شود. در واقع لیست اقلام پیشنهادی، بر اساس رضایت کاربران مشابه با کاربر فعال تهیه می‌شود. از این رو واضح است که در این روش تمرکز روی یافتن شباهت بین کاربران است بدین ترتیب پیشنهادات در CF، بر اساس تشابه رفتاری کاربرفعال با کاربران دیگر صورت می‌گیرد.
- محتوا محور CB

در این روش، اقلام پیشنهادی بر اساس شباهت با اقلامی که کاربر فعال نسبت به آن‌ها ابراز علاقه کرده‌است، به کاربر توصیه می‌شوند. از این رو واضح است که در روش محتوا محور، تمرکز بر روی یافتن شباهت بین اقلام است؛ بدین ترتیب پیشنهادات در CB، بر اساس تشابه ویژگی کالاهای پیشنهادی با ویژگی‌های کالاهای مورد علاقه کاربر فعال صورت می‌گیرد.
- دانش محور KB

سامانه‌های دانش محور براساس درک و شناختی که از نیازهای مشتری و ویژگی‌های کالاها پیدا کرده‌اند، توصیه‌هایی را پیشنهاد می‌دهند. در این گونه از سامانه‌های توصیه‌گر برای تولید لیست اقلام پیشنهادی براساس شباهت مواد اولیه مورد استفاده، با ویژگی‌های مورد نظر مشتری و کالا است. سامانه‌های دانش محور از متدهای مختلفی برای تحلیل دانش بهره می‌برند. الگوریتم‌های ژنتیک، فازی، شبکه‌های عصبی و … از جمله متدهای رایج است. یکی از رایج‌ترین متدهای تحلیل دانش درسامانه‌های توصیه‌گر دانش محور ،CBR یا روش استدلال نمونه‌محور (استدلال موردی) است.
- سامانه‌های ترکیبی

گونه چهارم، سامانه‌های ترکیبی هستند؛ که دو یا چند گونه از انواع سه‌گانه مذکور را غالباً به دو منظور با هم ترکیب می‌کنند؛ ۱- افزایش عملکرد سامانه ۲- کاهش اثر نقاط ضعفی که آن سامانه‌ها وقتی به تنهایی به کار گرفته شوند، دارند. از میان سه روش موجود (CF و CB و KB)، غالباً روش CF یک پای ثابت این ترکیبات است.

## فناوری اطلاعات در حمایت از مدیریت دانش ضمنی
جی لیبوویتس اشاره می‌کند که ریشه‌های مدیریت دانش عمدتاً در دو حوزه سامانه‌های خبره و هوش مصنوعی واقع شده‌اند.
هوش مصنوعی (AI) تلاش می‌کند تا رفتار هوشمندانه‌ای از خود به نمایش بگذارد که این امر، ساختن ماشین‌هایی همچون کامپیوتر را محقق می‌سازد. چندین تکنیک AI وجود دارد که می‌توان در جهت توسعه (KBS) به کار گرفت.
سامانه‌های خبره و سامانه‌های استدلال مبتنی بر مورد (CBR) به‌طور گسترده‌ای در کنترل دانش ضمنی مورد استفاده قرار می‌گیرند. بعلاوه استفاده از فناوری هوشمند در جهت توسعه فعالیت‌های انسان-کامپیوتر و انتشار اطلاعات در سراسرسازمان در حال توسعه‌است.

## سامانه‌های مبتنی بر دانش یا (KBS)
سامانه‌هایی هستند که برای حل مسائل، از تکنیک‌های هوش مصنوعی استفاده می‌کند و قادر به ارائه نتایج کارشناسی شده پیرامون موضوعی مشخص هستند. این نتایج عموماً با استفاده از احتمالات و تکنیک‌های قانون محور اسنتاج می‌شود.

## سامانه‌های خبره
سامانه‌های خبره ESS به بررسی انواع روش‌ها وتکنیک‌های ساخت سامانه‌های انسان-ماشین می-پردازد و مشکلات این سامانه‌ها را با مهارت‌های تخصصی حل می‌کند. عملکرد سامانه‌های هوشمند با تکیه بر متخصصانی است که در زمینه‌های به خصوصی مهارت و دانش دارند و مشکلات را به خوبی درک و حل می‌کنند. در سامانه خبره دانش ضمنی به شکل یک سری قواعد معین تصمیم‌گیری از متخصصان فراخوانده می‌شود؛ مثلاً به شکل قواعد THEN,IF. بعلاوه فرض می‌شود که این قوانین تصمیم‌گیری نسبتاً ثابت هستند یعنی موارد مهمی در طی زمان تغییر نمی‌کند. هدف سامانه‌های ES فرایند کسب دانش است یعنی فرایندهای جستجو و قوانین تجربی که مورد استفاده کارشناس قرار می‌گیرند را محاسبه می‌کند.
نقایص سامانه‌های قاعده‌ای باعث توسعه روش‌های دیگر برای حمایت از تصمیم‌گیری شده‌اند. نتیجه چنین تلاشی الگوی استدلال موردی است.

## سامانه‌های استدلالی موردی
یک سامانه استدلالی موردی CBR یک نوع روش تصمیم‌گیری است که بر پایه انتقاد از راه حل‌ها و توضیح موقعیت‌ها از تجربه‌های گذشته عمل می‌کند. الگوی CBR بر اساس این فرضیه‌است که اشخاص ماهر و با تجربه در حل مشکلات جدید تصمیم‌گیری، تجربه خود که در موقعیت‌های مشابهی بدست آورده‌اند در اختیار تصمیم گیران قرار می‌دهند تا بر اساس تصمیم‌گیری کنند.
مثلاً هنگام طراحی یک شی پیچیده مانند یک اتومبیل، طراحان به طرح‌های مشابه قبلی رجوع می‌کنند.
یک طرح درگذشته اجرا شده‌است به عنوان یک طرح پایه برای یک مشخصه به کار می‌رود؛ در این مشخصه تغییراتی اعمال می‌شود، به نحوی که نقایص طرح پایه حذف و مزیت‌های آن چند برابر گردد. طرحی که این‌گونه ایجاد می‌شود قبل از اینکه به یک نمونه عملی تبدیل شود آزمایش می‌گردد. یک سامانه CBR را می‌توان به عنوان یک DSS بکار برد تا به طرح‌های گذشته دسترسی پیدا کرد و از فواید طراحی کنونی پشتیبانی کرد.
فرایند دنبال شده در یک سامانه CBR به صورت زیر است.
- مورد یا موارد قبلی مشابه با مشکل تصمیم‌گیری جدید (مورد جدید) احیا می‌شوند.
- مورد قبل به عنوان طرح پایه در نظر گرفته می‌شود.
- طرح پایه برای به حساب آوردن تفاوت‌هایی بین موارد جدید و قبلی تطبیق داده می‌شود.
- طرح تطبیق یافته از جنبه‌های مختلف به عنوان مثال در برابر موفقیت‌های فرضی ارزیابی می-گردد.
- در این مرحله در مورد راه حل ارزیابی شده تصمیم‌گیری قطعی انجام خواهد شد.

بدین ترتیب CBR امکان کسب و استفاده مجدد از دانش ضمنی را به شکل مدیریت موردی فراهم می‌آورد.
سامانه‌های CBR در حمایت از مشکلات تصمیم‌گیری پیچیده در چندین محیط تصمیم‌گیری مورد قبول واقع شده‌اند.
برای مثال:
یک سامانه CBR به نام CASELINE توسط شرکت هواپیمایی بریتانیا برای کمک به مهندسان پشتیبان تکنیکی بویینگ ۷۴۷ در تشخیص نقص هواپیما و تعمیر بین عزیمت و رسیدن هواپیما استفاده می‌شود. این سامانه بر اساس نقص‌های گذشته و روش‌های تعمیر و بازیابی موفق شناخته شده نقوص جدید را آگاهی و در صورت امکان راه حل مناسب آن را پیشنهاد می‌دهد.
شرکتهای دلویت و تاچ یک سامانه CBR به نام ابزار تشخیص تقلب مدیریت ارشد به کار می‌برند بدین صورت که به حسابرسان کمک می‌کند تا احتمال تقلب مدیریت ارشد را در شرکت ارزیابی کنند.

### مشکلات سامانه‌های CBR
کاربرد کنونی سامانه‌های CBR معمولاً در حمایت از یک حوزه کاری ویژه با توانایی کم برای تطبیق فرایندهای بازیابی آن‌ها است تا نیازهای حوزه‌های تصمیم‌گیری مربوطه دیگر مشخص شود. برای مثال سامانه عیب یابی CBR برای تعمیر موتورهای AC نمی‌تواند به یک طراح با طرحی از یک موتور AC جدید کمک کند. واضح است که ناتوانی در تقسیم دانش کارکنان علمی ارزش چنین سامانه‌هایی را در زمینه مدیریت دانش سازمانی کم می‌کند.
برای حل این مشکل می‌توان از یک طرح تطبیقی CBR استفاده کرده که از سامانه‌های اطلاعاتی هوشمند در حمایت از دسترسی به اطلاعات لازم برای انواع مختلفی از تصمیم گیران استفاده می‌کند.

## نمونه‌هایی از به‌کارگیری مدیریت دانش
۱)شرکتی بین‌المللی با شعباتی که درچندین کشور دارد در کل چهل هزار نفر کارمند و پانصد موقعیت توسط اشخاصی که ترجیحاً در داخل سازمان مشارکت دارند پرشود. مدیر دانش و گروه کوچک نیروی مشاور، برای حل این مسئله نیاز به یک سامانه اطلاعاتی دارند که نه تنها شامل داده‌های استاندارد شبیه نام، سن، موقعیت و حالت‌های فیزیکی است بلکه می‌تواند شامل اطلاعات توصیفی، دوره‌های آموزشی کامل شده، موقعیت‌های قبلی و امکان ارزیابی آن‌ها باشد. آن‌ها نیاز دارند که بدانند آیا بین تقاضا و منبع، فاصله‌هایی وجود دارد؟ و اگر این‌طور باشد باید این فاصله با پل زدن توسط آموزش برطرف شود.
۲)در کارخانهٔ شیشه سازی متوسطی، انجام وظایف در سطوح مختلف نیاز به دانش ویژه‌ای دارد. صاحبان کارخانه در فرایند تولید شیشه تولیداتی مانند نسوج و پلاستیک‌های تقویت شده به کار می‌برند. این کارخانه برای حل مشکلات خود نیاز به مدیریت دانش دارد. کارشناسان سامانه‌ای را به کار گرفته‌اند که در جوابگویی به مسائل آن‌ها بسیار مفید بود.
۳)دربیمارستان‌ها نیز با توجه به نیاز اطلاعات مختلف دربارهٔ بیماران، وضعیت دارویی، گزارش‌های روزانه از وضعیت بیمار، نتیجه بخش بودن داروها و تخمین زمان لازم برای جراحی به سامانه‌های خبره نیاز است.
مدیریت دانش در هر بیمارستانی می‌تواند در دو گام شکل گیرد.
ابتدا بیمارستان را تجزیه و تحلیل کنند وظیفه‌ها و برنامه‌ها را شناسایی کنند که این کاری اجتناب ناپذیر و لازم است. سپس اعضای بیمارستان در یک گروه با همدیگر دانش لازم را گرد آورده و به یاری سامانه‌های خبره پاسخ گوی مسائل باشند. در سال ۹۸ یک سامانه ناظم Locator خبره طراحی شد که نوع ساده‌ای از مدیریت دانش است کاربران سطوح مختلف، هر یک دانش مهارتی خود را می-توانند وارد سامانه کنند و این مهارت‌ها توسط ناظم جای خود را پیدا کرده و هر کاربری که در جستجوی مهارت‌های خاص خود است می‌تواند با جستجو نیاز خود را برآورد.
۴)این سامانه در یک کارگاه بزرگ شیمیایی و سایت تحقیقاتی در شهر Delft که مخصوص تولیدات زیست فناوری برای غذا و بازارهای دارویی است طراحی شد.
در سال ۱۹۹۸ گروه تحقیقاتی شرکت با مشارکت دانشگاه TWAIO یک نرم‌افزار کاربردی ناظم (Locator) خبره طراحی کردند که در سال ۱۹۹۹ به بهره‌برداری رسید. وقتی کاربران سامانه با سؤالی ویژه روبرو می‌شوند می‌توانند در سامانه راه‌های مناسب و مرتبط با هر چالش ایجاد شده را پیدا می‌کنند. در این سامانه پایگاه داده‌هایی تعبیه شده‌است که در ازای هر موضوع پاسخ لازم را ارائه می‌دهد. این سامانه بعد از تقریباً یک سال و نیم استفاده آزمایشی مورد قبول واقع شد.
با توجه به اینکه برای ایجاد دانش نیاز به اطلاعات است و به منظور استفاده بهینه از دانش نیاز به مدیریت دانش است. مدیریت دانش یک روند آگاهانه ایجاد دانش، اعتباربخشی به دانش، ارائه دانش، توزیع دانش، و کاربرد آن است. هماهنگی بین این اجزاء ضروری است چرا که نقصان در یکی از آن‌ها باعث نقصان در نتیجه‌است و برای ایجاد، هماهنگی و کار بردی نمودن دانش نیاز به اطلاعات، مدیریت دانش و فناوری اطلاعات است.